# Taiji Feng
Taiji Feng (chinesisch 胎记峰 ‚Muttermalgipfel‘) ist ein 117 m hoher Bergkamm an der Ingrid-Christensen-Küste des ostantarktischen Prinzessin-Elisabeth-Lands. Er ragt in südwest-nordöstlicher Ausrichtung unmittelbar nordwestlich des Youyi Feng an der Basis der Halbinsel Xiehe Bandao in den Larsemann Hills auf. 
Chinesische Wissenschaftler benannten ihn 1993.